# Kelet–Nyugat Kereskedelmi Központ
A Kelet–Nyugat Kereskedelmi Központ (East-West Business Center) épületét egy magyar–svéd vegyes vállalat építtette 1989–1991 között a régi Nemzeti Színház és bérházának telkén.

## Története

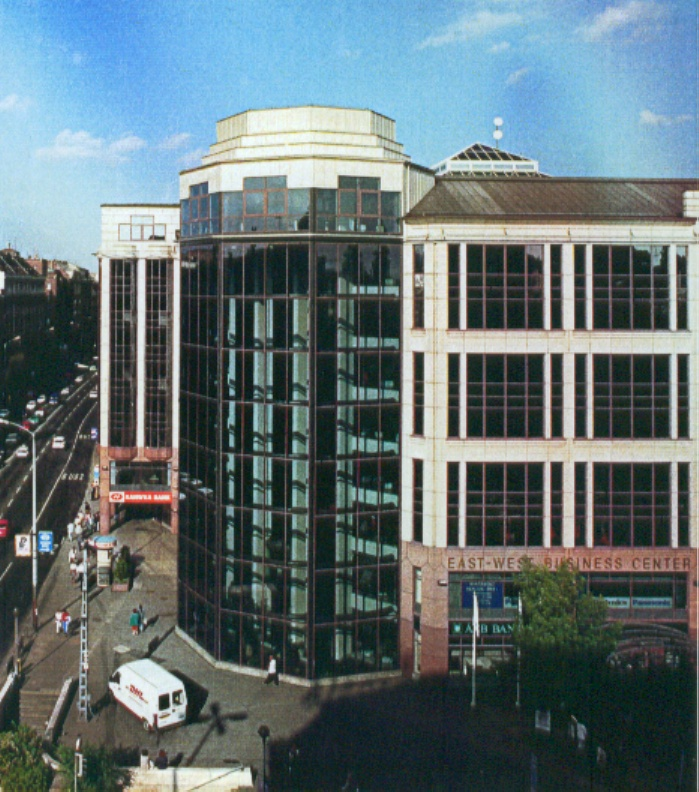
Az épület 2001-ben

1988 májusában írták alá azon magyar–svéd vegyes vállalat létrehozásáról szóló okiratokat – a társasági szerződést és az alapszabályt –, melynek első szerződése a budapesti Kelet–Nyugati Üzletközpont felépítése volt az Astoria Szállóval szemben lévő telken, nyugat-európai és tengerentúli cégek képviseletei számára. A részvénytársaságot alapítók: a Technoimpex, a Magyar Hitel Bank Rt., a Hungária Biztosító Rt., a VIII. Kerületi Ingatlankezelő Vállalat és a Középülettervező Vállalat, valamint a svéd Skanska AB építőipari vállalat. A magyar fél részesedése 46, a svédé 54 százalékos volt.
A telek területe: 4294 m2, a beépített terület: 3739 m2 volt. A bruttó szintterület: 33 552 m2. A terület az Astoria Szállóval szemben, az Eötvös Loránd Tudományegyetem szomszédságában van. Az épület környékének arculata a 19. század végén, a 20. század elején alakult ki.
A hatvanas években az M2-es metróvonal építésekor annak szellőzési rendszeréhez tartozóan a telekhatár mellett szellőzőtorony készült; ez megnehezítette a korábbi kivitelezési terveket. Később az MTESZ tervpályázatot írt ki az irodaház építésére, amit Zalaváry Lajos nyert meg, és beruházási programot, építési engedélyezési tervet is készítettek. Svéd részről a telek hasznosítása először az 1970-es években merült fel, azonban az akkor tervezett skandináv kultúrközpont megépítését a „Szovjet Kultúra és Tudomány Háza” (a Kossuth Lajos utca és a Semmelweis utca sarkán) szomszédsága miatt a politikai vezetés akadályozta meg. Ennek a gondolata mentén valósult meg végül a régi Nemzeti Színház helyén álló Kelet–Nyugat Kereskedelmi Központ épülete.
Az 1989-es alapozáskor előbukkantak a régi Nemzeti Színház bérházának föld alatt sértetlenül hagyott ötven-hatvan méteres téglafal alapjai. 1991-es átadásakor a Horváth János szobrászművész A régi Nemzeti Színház emlékére megnevezésű, 1987-ben felavatott 250 centiméteres mészkő emlékplasztikát a régi színház főbejáratának közelében, a Rákóczi úton állították fel.
A rendszerváltás után Budapest első „A” kategóriás, mozgatható belső falakkal tervezett, korszerű irodaháza volt, amelyet Zalaváry Lajos tervezett. Az egész telket elfoglaló háznak olyan vízszintes, függőleges és térbeli tagolást adott, amely megbontotta az óriási tömeget képviselő építmény síkjait, homlokzati felületeit, könnyedebbé téve azt. A nem túl drága anyagokból felépített irodaház Rákóczi út – Múzeum körúti sarkán egy lifttorony kapott helyett, ami a főváros második ilyen panorámaliftje volt, és esténként három kivilágított üvegfülkeként ment fel és alá. A nyolcadik emeletről már kilátás nyílt a pesti tetőkre, és a budai hegyekig is elláthattak az irodaház használói. Az összesen 9 emeletes irodabérház kétszintes mélygarázsában körülbelül 200 parkolóhelyet alakítottak ki.
A tervezést megrendelő részvénytársaság olyan irodaház építését határozta el, melynek helyiségeit különböző cégek számára adhatja bérbe. Az épület megépítésekor két pincét, földszintet, reprezentatív első emeletet és hat irodaemeletet tartalmazott. Központja egy 21×21 méteres belső fedett udvar volt, ami köré a földszinten üzletek, az emeleten irodák csoportosultak. A tervező (KÖZTI Rt.) a beépítéssel úgy igazodott a szemben lévő, Rákóczi úti saroképülethez, hogy annak tükörképét építették meg. Zalaváry Lajos „a nagy ablakfelületekkel az áruházeffektust, az arányokkal és részletekkel a palotaszerűséget, az épület erőteljes függőleges tagolásával a foghíj jelleget idézte fel”. A homlokzat kialakításánál a két-két emelet összevonásával a szomszéd épületek arányaihoz idomult. A belsőépítész Székelyi Zsuzsa volt.

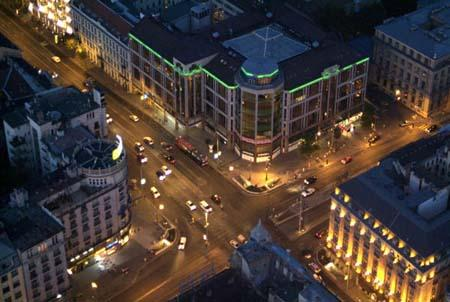
Esti kivilágításban

2004-ben új tulajdonosa lett az épületnek, az Allied Irish Bankhoz tartozó Polonia Property Fund. 2008-ban átépítették Múzeum körúti előterét: a korábbi panorámalift helyén megújított aula és új recepció kapott helyet. A korábbi üvegfalakat tükrökre cserélték.
2015-től a Colliers Nemzetközi Ingatlanüzemeltető és Kezelő Kft. lett az irodaház kezelője, majd 2016-ban az Erste Ingatlan Kft. tulajdonába került. 2017-ben ismét felújították az épület. A mélygarázs területén a parkolóhelyek mellett elektromos autótöltő állomást, valamint zárt kerékpártárolókat és zuhanyzóval ellátott öltözőket is kialakítottak.